# Canton de Montsalvy
Le canton de Montsalvy était une division administrative française située dans le département du Cantal et la région Auvergne. Il a été supprimé en 2015 à la suite du redécoupage des cantons (décret de 2014).
Il correspond à peu près à l'ancien pays du Veinazès.

## Géographie
Ce canton était organisé autour de Montsalvy dans l'arrondissement d'Aurillac. Son altitude varie de 180 m (Saint Projet de Cassaniouze) à 834 m (Trois Arbres de Lacapelle-del-Fraisse) pour une altitude moyenne de 601 m.

## Histoire
Ce canton a été créé sur les bases de l'ancien pays du Veinazès. En 1927, la commune de Vezels Roussy a obtenu d'être rattachée au canton d'Aurillac sud.
Le canton a été supprimé en 2015 à la suite du redécoupage des cantons du département : toutes les communes ont intégré le canton d'Arpajon-sur-Cère.

## Composition
Le canton de Montsalvy regroupait 13 communes et comptait 4 638 habitants (données Insee 2007 population municipale).
| Communes              | Population (2012) | Code postal | Code Insee |
| --------------------- | ----------------- | ----------- | ---------- |
| Calvinet              | 467               | 15340       | 15027      |
| Cassaniouze           | 517               | 15340       | 15029      |
| Junhac                | 333               | 15120       | 15082      |
| Labesserette          | 264               | 15120       | 15084      |
| Lacapelle-del-Fraisse | 287               | 15120       | 15087      |
| Ladinhac              | 481               | 15120       | 15089      |
| Lafeuillade-en-Vézie  | 564               | 15130       | 15090      |
| Lapeyrugue            | 107               | 15120       | 15093      |
| Leucamp               | 236               | 15120       | 15103      |
| Montsalvy             | 890               | 15120       | 15134      |
| Sansac-Veinazès       | 200               | 15120       | 15222      |
| Sénezergues           | 193               | 15340       | 15226      |
| Vieillevie            | 114               | 15120       | 15260      |

## Représentation

### Conseillers d'arrondissement (de 1833 à 1940)
| Période                                  | Période      | Identité                                           | Étiquette   | Qualité |
| ---------------------------------------- | ------------ | -------------------------------------------------- | ----------- | --- |
| 1833                                     | 1836         | M. Jonquières                                      |             | Propriétaire à Lacapelle-del-Fraisse                                                                        |
| 1836                                     | 1842         | Jean-Baptiste Picou (1793-1864)                    |             | Médecin à Montsalvy                                                                                         |
| 1842                                     | 1848         | Joseph Damien Liaubet (1778-1850)                  |             | Médecin, maire de Ladinhac (1822-1850)                                                                      |
| 1848                                     | 1858         | Antoine Bouygues (1791-1867)                       |             | Propriétaire, maire de Junhac (1826-1833 et 1839-1858)                                                      |
| 1858                                     | 1891 (décès) | Gérard Gabriel Ernest, Comte de Sarret (1805-1891) |             | Propriétaire du château de Cols, maire de Junhac                                                            |
| 1891                                     | 1907 (décès) | Jean Félix Prat (1842-1907)                        |             | Médecin à La Chourlie, Sénezergues                                                                          |
| 1907                                     | 1913         | Léon Monier                                        |             | Médecin à Labesserette                                                                                      |
| 1913                                     | 1921 (décès) | Jean-Baptiste Picou (1848-1921)                    |             | Médecin à Montsalvy                                                                                         |
| 1922                                     | 1925         | Léon Monier                                        |             | Médecin à Labesserette                                                                                      |
| 1925                                     | 1931         | Jean Vaurès (1869-1936)                            |             | Propriétaire cultivateur à Ladinhac                                                                         |
| 1931                                     | 1940         | Jean Vinial (1885-1958)                            | Indépendant | Cultivateur, maire de Montsalvy                                                                             |
| 1940                                     |              |                                                    |             | Les conseils d'arrondissement ont été suspendus par la loi du 12 octobre 1940 et n'ont jamais été réactivés |
| Les données manquantes sont à compléter. |              |                                                    |             | |

### Conseillers généraux de 1833 à 2015
| Période      | Période          | Identité                                                                      | Étiquette             | Qualité |
| ------------ | ---------------- | ----------------------------------------------------------------------------- | --------------------- | --- |
| 1833         | 1836             | Joseph Noël Delmas                                                            | Gouvernemental        | Notaire à Montsalvy |
| 1836         | 1848             | Isidore Sarrauste                                                             | Droite                | Docteur en médecine, maire de Lacapelle-del-Fraisse |
| 1848         | 1864 (décès)     | Jean-Baptiste Picou                                                           | Libéral               | Médecin à Montsalvy |
| 1864         | 1874 (démission) | François Picou (fils du précédent)                                            | Libéral               | Médecin, maire de Montsalvy |
| 1874         | 1880             | Louis Sarrauste de Menthière                                                  | Droite                | Avocat, juge de paix, maire de Lacapelle-del-Fraisse |
| 1880         | 1883 (décès)     | Alphonse Picou                                                                | Républicain           | Médecin - Maire de Montsalvy |
| 1883         | 1892             | Albert Delmas                                                                 | Républicain           | Préfet, Conseiller d'Etat Propriétaire du château et maire de Montsalvy |
| 1892         | 1904             | Gabriel Picou (fils de François Picou)                                        | Républicain           | Médecin - Maire de Montsalvy |
| 1904         | 1928             | Justin Rigal                                                                  | Rad.                  | Avocat Conseiller municipal d'Aurillac (1887-1892) Député (1903-1910 et 1914-1919) Maire de Montsalvy (1922-1925) |
| 1928         | 1940             | Edmond Monier                                                                 | URD                   | Médecin, maire de Labesserette |
|              |                  |                                                                               |                       | |
| 1942         | 1945             | Élie Sarrauste de Menthière (1870-1958, fils de Louis Sarrauste de Menthière) |                       | Avocat, propriétaire, agriculteur Président de la Chambre d'agriculture Membre de la Commission administrative du Cantal (1941-1942) Maire de Lacapelle-del-Fraisse Nommé conseiller départemental en 1942                  |
|              |                  |                                                                               |                       | |
| 1945         | 1949             | Jean Vinial                                                                   | Ind.                  | Cultivateur Maire de Montsalvy, ancien conseiller d'arrondissement |
| 1949         | 1968 (décès)     | Germain Guibert                                                               | SFIO                  | Instituteur - Député (1956-1958) Conseiller municipal de Montsalvy |
| 17 mars 1968 | 1979             | Paul Clermont                                                                 | DVD                   | Maire de Labesserette |
| 1979         | 1987 (décès)     | Guy Descoeur (1929-1987)                                                      | DVD                   | Médecin Maire de Montsalvy |
| 1988         | 2015             | Vincent Descoeur (fils du précédent)                                          | DVD puis RPR puis UMP | Professeur agrégé de biologie Maire de Montsalvy (1989-2001) président du Conseil général (2001-2015) adjoint au maire de Montsalvy Suppléant du député Yves Coussain (1988-1993 et 1997-2002) Député du Cantal (2007-2012) |

### Résultats électoraux détaillés
- Élections cantonales de 2004 : Vincent Descoeur (UMP) est élu au 1er tour avec 77,59 % des suffrages exprimés, devant Patrick Carpentier (PS) (22,41 %). Le taux de participation est de 71,61 % (2 855 votants sur 3 987 inscrits)[7].
- Élections cantonales de 2011 : Vincent Descoeur (UMP) est élu au 1er tour avec 55,23 % des suffrages exprimés, devant Georges Delpuech (Divers gauche) (15,95 %), Baptiste Servans (PG) (7,93 %) et Henri Monier (Autres) (7,88 %). Le taux de participation est de 69,54 % (1 422 votants sur 2 045 inscrits)[8].

## Démographie
| 1962  | 1968  | 1975  | 1982  | 1990  | 1999  | 2006  | 2011  | 2012  |
| ----- | ----- | ----- | ----- | ----- | ----- | ----- | ----- | ----- |
| 6 072 | 5 746 | 5 646 | 5 161 | 4 857 | 4 617 | 4 637 | 4 724 | 4 780 |